# Андреевка (Таврический район)
Андреевка — деревня в Таврическом районе Омской области. Входит в состав Неверовского сельского поселения.

## История
Основано в 1906 году. В 1928 году село Андреевка состояло из 94 хозяйств, основное население — украинцы. Центр Андреевского сельсовета Павлоградского района Омского округа Сибирского края.

## Население
| 1926 | 2010 |
| ---- | ---- |
| 499  | ↘155 |